# Elvas
Elvas OTE é uma cidade raiana portuguesa do distrito de Portalegre, na região do Alentejo e na sub-região do Alto Alentejo, com 15 254 habitantes (2021).
É sede do município de Elvas com 631,29 km² de área e 20 753 habitantes (2021), subdividido em 7 freguesias.
O município é limitado a norte pelo município de Arronches, a nordeste por Campo Maior, a sudeste pelo município de Olivença, disputado por Portugal a Espanha, a leste pelo município espanhol de Badajoz, a sul pelo Alandroal e por Vila Viçosa e a oeste por Borba e por Monforte.
Apesar de Portalegre ser a capital de distrito, Elvas é a maior cidade do distrito de Portalegre e consequentemente, a terceira maior do Alentejo, apenas atrás de Évora e Beja.
Às portas de Espanha, distando apenas 8 km (em linha reta pela A6) da cidade de Badajoz, Elvas foi a mais importante praça-forte da fronteira portuguesa, a cidade mais fortificada da Europa, tendo sido por isso cognominada "Rainha da Fronteira".
A 16 de setembro de 2013, Elvas e Badajoz, assinaram um protocolo de união, mas em 2015 e após o pedido de adesão da vila de Campo Maior devido à sua grande ligação com estas duas cidades converteram-se então na Eurocidade Elvas-Badajoz-Campo Maior (EUROBEC), com o objetivo de atrair mais investimento e desenvolvimento às três urbes. Outro dos objetivos desta união passa pelo trabalho conjunto a nível cultural, económico e turístico. As duas cidades e a vila formam uma cidade com cerca de 200 000 habitantes (2021) e um território de 2 348 km2.
Elvas alberga o maior conjunto de fortificações abaluartadas do mundo, as muralhas de Elvas, as quais em conjunto com o centro histórico da cidade são Património Mundial da Humanidade, título atribuído pela UNESCO a 30 de junho de 2012.
Em 2007, segundo um estudo realizado pelo jornal Expresso relativamente à qualidade de vida das cidades portuguesas, Elvas foi classificada como a 12.ª melhor cidade de Portugal e a 2.ª melhor do Alentejo, apenas atrás de Évora.

## História
Os godos e os celtas terão sido os primeiros povoadores desta autêntica "cidade-fortaleza", que hoje se estende para além das suas muralhas em forma de estrela.
Em 714, os Árabes conquistaram-na, e deram-lhe o nome "al-Bash", deixando estes tantas marcas da sua presença que algumas ainda perduram até aos nossos dias.
No reinado de D. Afonso Henriques, mais precisamente em 1166, Elvas foi conquistada aos mouros pela primeira vez. Posteriormente foi reconquistada pelos muçulmanos e reconquistada de novo pela cristandade, sendo integrada definitivamente em território português por D. D.Sancho II, em 1229 .
O primeiro foral terá sido concedido por D. Afonso Henriques e depois da reconquista definitiva ter-lhe-á sido outorgado um segundo foral por D. Sancho II (ou ter-se-ia limitado a confirmar e passar a escrito o Foral do Rei Conquistador).
"O foral concedido por D. Sancho II a Elvas é do mesmo tipo do que foi concedido por D. Afonso Henriques, em 1166, a Évora, seguindo modelo do desaparecido foral da castelhana Ávila" 
— Fernando Branco Correia, Universidade de Évora
Teve um novo foral em 1513, concedido por D. Manuel I de Portugal, que marcou a elevação de Elvas à categoria de cidade.
A 14 de janeiro de 1659, as suas linhas de muralhas e o forte de Santa Luzia tiveram um papel defensivo importante no desfecho da Guerra da Restauração, na Batalha das Linhas de Elvas.

## Património Histórico

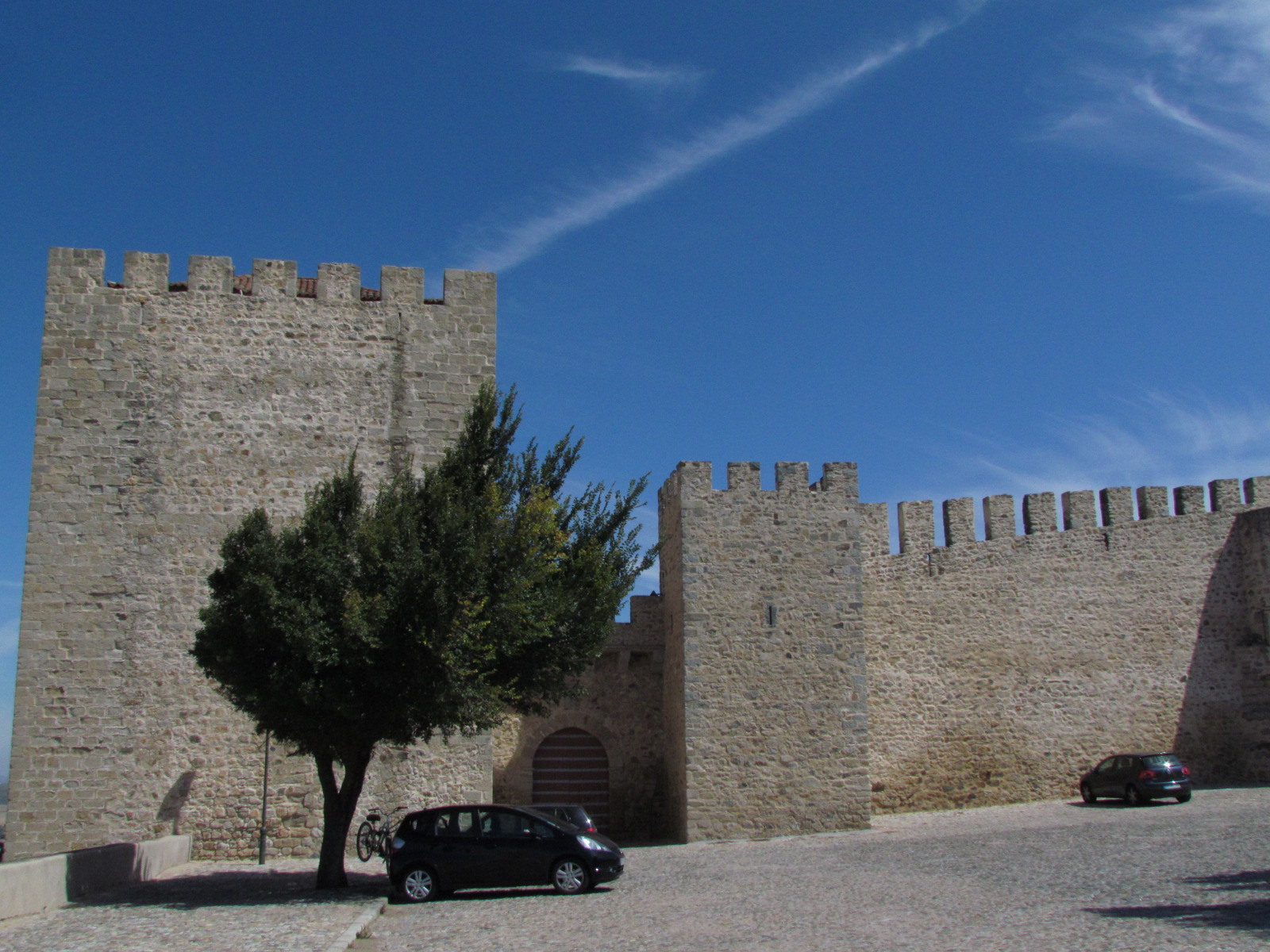
Muralhas e Castelo de Elvas

As muralhas seiscentistas de Elvas constituem a maior fortificação abaluartada do mundo, o que é comprovado pela inscrição na lista do Património Mundial da UNESCO do sítio "Cidade Fronteiriça e de Guarnição de Elvas e as suas Fortificações" em 2012. Nessa inscrição estão incluídos o Aqueduto da Amoreira, os fortes da Graça e de Santa Luzia, os fortins de São Domingos ou da Piedade, São Pedro e São Mamede e todo o centro histórico, com as cercas medievais e os restantes edifícios militares da antiga praça-forte de Elvas.

### Militar
- Muralhas de Elvas
- Castelo de Elvas
- Castelo de Fontalva
- Castelo de Barbacena
- Forte da Graça
- Forte de Santa Luzia
- Fortins de Elvas
- Paiol da Conceição
- Paiol de Santa Barbara
- Quartéis da Corujeira
- Quartéis da Rua dos Quartéis
- Quartéis de Alcáçova
- Quartéis do Casarão
- Quartel do Trem
- Cemitério dos Ingleses
- Monumento aos Combatentes da Grande Guerra

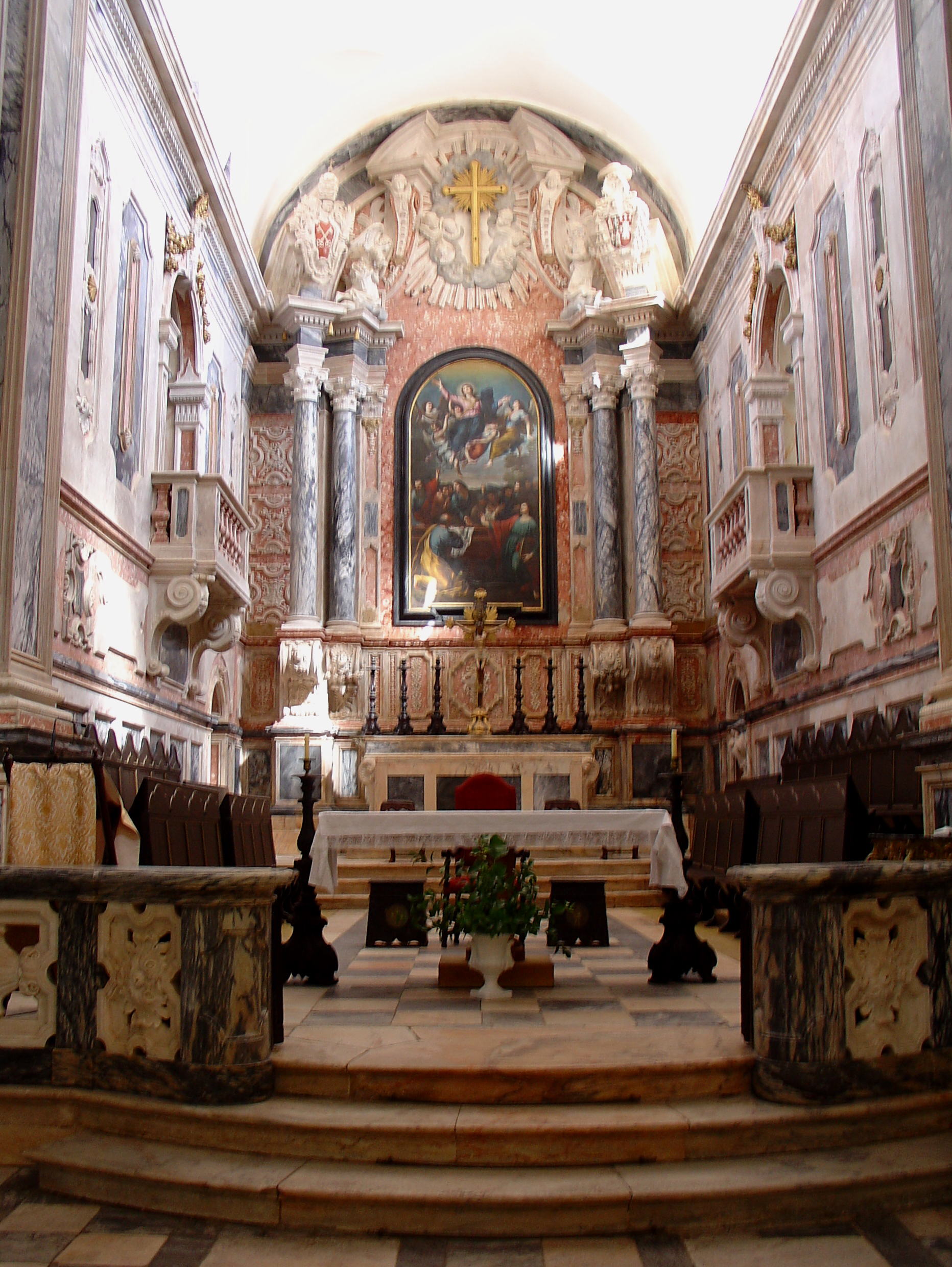
Sé de Elvas (antiga) — capela-mor; data: 1734; autoria: José Francisco de Abreu.

- Assento de Elvas
- Casa das Barcas
- Conselho de Guerra
- Hospital Militar

### Religioso
- Sé de Elvas ou Igreja de Nossa Senhora da Assunção
- Santuário do Senhor Jesus da Piedade
- Convento e Igreja de São Domingos (Elvas)
- Convento de São Francisco
- Convento de São João de Deus
- Convento de São Paulo
- Convento de Santa Clara
- Colégio Jesuíta
- Sinagoga de Elvas
- Casa da História Judaica de Elvas
- Paço Episcopal
- Passos da Via Sacra
- Igreja de São Pedro (Elvas)
- Igreja de Santa Maria de Alcáçova
- Igreja das Domínicas
- Igreja de Nossa Senhora da Nazaré
- Igreja de Santa Luzia
- Igreja da Misericórdia
- Igreja de Nossa Senhora da Conceição
- Igreja de Nossa Senhora da Ajuda
- Igreja do Senhor Jesus da Boa-fé
- Igreja de São Lourenço
- Igreja do Salvador
- Igreja da Santíssima Trindade
- Igreja da Ordem Terceira de São Francisco
- Igreja de São João da Corujeira
- Igreja de São Martinho
- Igreja de Santo Amaro
- Igreja de Nossa Senhora das Dores
- Igreja Matriz de Barbacena
- Igreja de Nossa Senhora do Paço
- Igreja Matriz de São Vicente e Ventosa
- Igreja de Nossa Senhora da Ventosa
- Igreja Matriz de Santa Eulália
- Igreja Matriz de Vila Boim
- Igreja Matriz de Vila Fernando
- Igreja Matriz de Terrugem
- Quinta de São João em São Vicente e Ventosa

### Civil
- Aqueduto da Amoreira
- Estação de Melhoramento de Plantas
- Fonte da Misericórdia
- Fonte de São Lourenço
- Fonte da Alameda
- Fonte da Biquinha
- Fonte da Fé
- Fonte da Prata
- Fonte das Pias
- Fonte de Gil Vaz
- Fonte de São José
- Fonte de São Vicente
- Fonte do Cangalhão
- Fonte dos Terceiros
- Fonte do Gorgulhão
- Fonte do Sr. Jesus da Piedade
- Fonte dos Cavaleiros
- Fonte Santa
- Fonte das Bicas de São Vicente
- Fonte das Bicas de Santa Eulália
- Chafariz da Piedade
- Chafariz de São Vicente
- Chafariz d'El Rey
- Cisterna
- Chaminés de São Vicente
- Padrão da Batalha das Linhas de Elvas
- Pelourinho de Elvas
- Pelourinho da Nazaré
- Pelourinho de Barbacena
- Ponte de Nossa Senhora da Ajuda
- Porta da Alcáçova (Arco do Miradeiro)
- Arco de Santa Clara
- Palácios de Elvas

### Arqueológico
- Monumentos Megalíticos de Elvas
- Villa Romana da Quinta das Longas em São Vicente e Ventosa
- Villa Romana e Aqueduto das Amimoas de Cima em São Vicente e Ventosa
- Antas Romanas de Barbacena
- Antas Romanas do Município de Elvas
- Necrópoles do Município de Elvas
- Villas Romanas do Município de Elvas
- Ermidas do Município de Elvas

### Outros
- Cancioneiro de Elvas

## Freguesias

Freguesias do município de Elvas

Desde a reorganização administrativa de 2013, o município de Elvas está dividido em 8 freguesias:
- Assunção, Ajuda, Salvador e Santo Ildefonso (urbana)
- Caia, São Pedro e Alcáçova (urbana)
- Santa Eulália (rural)
- São Brás e São Lourenço (semi-urbana)
- São Vicente e Ventosa (rural)
- União das Freguesias de Barbacena e Vila Fernando (rural)
- União das Freguesias de Terrugem e Vila Boim (rural)*

(*) - Em processo de desagregação. Aguardando despacho da Assembleia da República. 

## Evolução da População do Município
Os Recenseamentos Gerais da população portuguesa, regendo-se pelas orientações internacionais da época (Congresso Internacional de Estatística de Bruxelas de 1853), tiveram lugar a partir de 1864.
De acordo com os dados do INE o distrito de Portalegre registou em 2021 um decréscimo populacional na ordem dos 11,5% relativamente aos resultados do censo de 2011. No Município de Elvas esse decréscimo rondou os 10,2%.
| Número de habitantes★                    | Número de habitantes★ | Número de habitantes★ | Número de habitantes★ | Número de habitantes★ | Número de habitantes★ | Número de habitantes★ | Número de habitantes★ | Número de habitantes★ | Número de habitantes★ | Número de habitantes★ | Número de habitantes★ | Número de habitantes★ | Número de habitantes★ | Número de habitantes★ | Número de habitantes★ |
| ---------------------------------------- | --------------------- | --------------------- | --------------------- | --------------------- | --------------------- | --------------------- | --------------------- | --------------------- | --------------------- | --------------------- | --------------------- | --------------------- | --------------------- | --------------------- | --------------------- |
| 1864                                     | 1878                  | 1890                  | 1900                  | 1911                  | 1920                  | 1930                  | 1940                  | 1950                  | 1960                  | 1970                  | 1981                  | 1991                  | 2001                  | 2011                  | 2021                  |
| 17 685                                   | 19 810                | 20 129                | 21 548                | 22 325                | 23 832                | 24 711                | 29 080                | 29 969                | 28 562                | 22 230                | 24 981                | 24 474                | 23 361                | 23 078                | 20 733                |
| Número de habitantes por Grupo Etário ★★ |                       |                       |                       |                       |                       |                       |                       |                       |                       |                       |                       |                       |                       |                       |                       |
|                                          |                       |                       | 1900                  | 1911                  | 1920                  | 1930                  | 1940                  | 1950                  | 1960                  | 1970                  | 1981                  | 1991                  | 2001                  | 2011                  | 2021                  |
| 0-14 Anos                                | 0-14 Anos             | 0-14 Anos             | 6 597                 | 7 291                 | 6 932                 | 7 570                 | 8 640                 | 7 727                 | 7 150                 | 5 775                 | 5 647                 | 4 688                 | 3 754                 | 3 571                 | 2 892                 |
| 15-24 Anos                               | 15-24 Anos            | 15-24 Anos            | 4 115                 | 4 123                 | 4 705                 | 5 546                 | 5 672                 | 6 307                 | 4 798                 | 2 955                 | 4 042                 | 3 654                 | 3 147                 | 2 622                 | 2 618                 |
| 25-64 Anos                               | 25-64 Anos            | 25-64 Anos            | 8 903                 | 9 023                 | 9 443                 | 10 670                | 12 451                | 13 345                | 14 256                | 11 100                | 11 755                | 12 100                | 11 533                | 11 782                | 10 616                |
| = ou > 65 Anos                           | = ou > 65 Anos        | = ou > 65 Anos        | 1 007                 | 1 084                 | 1 245                 | 1 603                 | 1 760                 | 1 923                 | 2 358                 | 2 400                 | 3 537                 | 4 032                 | 4 927                 | 5 103                 | 5 054                 |

★ Número de habitantes "residentes", ou seja, que tinham a residência oficial neste município à data em que os censos se realizaram.
★★ De 1900 a 1950 os dados referem-se à população "de facto", ou seja, que estava presente no município à data em que os censos se realizaram. Daí que se registem algumas diferenças relativamente à designada população residente

## Saúde
Principais meios de Saúde de Elvas são:
Hospital de Santa Luzia
O HSLE — Hospital de Santa Luzia de Elvas foi inaugurado a 14 de Março de 1994 e está construído nos terrenos da Fundação Materno-Infantil Mariana Martins nome da maternidade do hospital, este Hospital veio substituir o Hospital da Misericórdia que se encontrava na Rua da Cadeia em pleno centro da cidade e que hoje alberga o MACE — Museu de Arte Contemporânea de Elvas. Este hospital está integrado na "ULSALE — Unidade Local de Saúde do Alto Alentejo, E.P.E". Em 2004 foi cognominado por Agentes Especiais de Saúde de Espanha com o título de "Hospital do Futuro". Este hospital é servido por três viaturas de SBV — Suporte Básico de Vida do INEM e 1 viatura de SIV — Suporte Imediato de Vida, e ainda pelas ambulâncias dos Bombeiros Voluntários de Elvas e das corporações de Bombeiros dos municípios que utilizam este hospital. Esta unidade serve de Hospital de referência para os municípios de Elvas, Campo Maior, Arronches, Monforte e Sousel no distrito de Portalegre e para os municípios de Borba, Alandroal, Estremoz e Vila Viçosa do distrito de Évora, num total de cerca de 70 000 habitantes.
Hospital de Santa Luzia — Valências e Serviços
- Serviço de Urgências
- Serviço de Observação (S.O.)
- Serviço de Consultas Externas (Anestesiologia, Cardiologia, Cirurgia Geral, Diabetologia, Dor, Endocrinologia e Nutrição, Gastroenterologia, Ginecologia, Hematologia Clínica, Imunohemoterapia, Infecciologia, Medicina do Trabalho, Medicina Física e de Reabilitação, Medicina Interna, Neurologia, Nefrologia, Neonatologia, Obstetrícia, Oftalmologia, Oncologia Médica, Ortopedia, Otorrinolaringologia, Pneumologia, Psicologia, Psiquiatria Adultos, Psiquiatria da Infância e Adolescência, Senologia, Urologia.)
- Serviço de Radiologia, Imagiolagia e Tomografia
- Serviço de Medicina Interna
- Serviço de Anestesiologia
- Serviço de Bloco Operatório
- Serviço de Cirurgia
- Serviço de Ortopedia
- Serviço de Patologia Clínica
- Serviço de Imunohemoterapia e de Medicina Transfusional
- Serviço de Medicina Física e de Reabilitação
- Serviço de Hospitalização Domiciliária
- Serviço de Hospitalização Domiciliária de Reabilitação
- Serviço de Hospital de Dia
- Serviço de Medicina Legal
- Unidade Funcional de Psicologia
- Unidade Funcional de Técnicas Endoscópicas
- Unidade Funcional de Ambulatório
- Unidade Funcional de Diabetes
- Unidade Funcional de Gastroenterologia
- Unidade Clínica de Alta Resolução
- Bar, Refeitório, Capela, Laboratórios, Serviços Administrativos e Direção

Centro de Saúde
O Centro de Saúde de Elvas, dispõe de duas USF — Unidades de Saúde Familiar: USF Amoreira e a USF Uadiana, além de 7 extensões de saúde em Barbacena, Vila Boim, Vila Fernando, Terrugem, Varche, Santa Eulália e São Vicente. Nas instalações do Centro de Saúde funciona também uma UCC — a Unidade de Cuidados na Comunidade.
Centro Humanitário da Cruz Vermelha Portuguesa
O CH da CVP é onde funciona a Delegação de Elvas da Cruz Vermelha Portuguesa. O novo edifício de 3 andares construído de raiz, tem além disso uma Residência Sénior, uma Unidade de Cuidados Continuados, uma Unidade de Fisioterapia e Reabilitação e a Clínica de Hemodiálise de Elvas.
Fundação Materno-Infantil Mariana Martins
Esta fundação é dona de parte do edifício e do terreno onde foi construído e funciona atualmente o Hospital de Santa Luzia de Elvas desde a sua construção em 1995 por acordo entre esta e o Ministério da Saúde. Até 2006 era responsável pela gestão e funcionamento da Maternidade Mariana Martins e do Serviço de Obstetrícia e Pediatria que funcionava a par com o hospital da cidade e que foram ambos encerrados em junho de 2006 por decisão do Ministério da Saúde no decorrer da reorganização do Sistema Nacional de Saúde. Atualmente dedica-se à prestação de cuidados de saúde e de cariz social a população com carências económicas, além de continuar a batalhar pela reabertura da Maternidade Mariana Martins com gestão privada própria.

## Política

### Eleições autárquicas[20]
| Data | %     | V     | %             | V             | %       | V       | %       | V       | %              | V      | %              | V  | %              | V    | %              | V       | %              | V   | %              | V   | %        | V        | %  | V  | %   | V   | %   | V   | %  | V  | Participação |                |
| Data | PS    | PS    | FEPU/APU/ CDU | FEPU/APU/ CDU | PPM     | PPM     | PPD/PSD | PPD/PSD | CDS-PP         | CDS-PP | AD             | AD | ASDI           | ASDI | UDP/ BE        | UDP/ BE | PRD            | PRD | PSN            | PSN | PSD- CDS | PSD- CDS | PH | PH | MPT | MPT | GCE | GCE | CH | CH | Participação |                |
| ---- | ----- | ----- | ------------- | ------------- | ------- | ------- | ------- | ------- | -------------- | ------ | -------------- | -- | -------------- | ---- | -------------- | ------- | -------------- | --- | -------------- | --- | -------- | -------- | -- | -- | --- | --- | --- | --- | -- | -- | ------------ | -------------- |
| Data | 1976  | 32,79 | 3             | 17,85         | 1       | 17,44   | 1       | 16,25   | 1              | 10,76  | 1              |    |                |      |                |         |                |     |                |     |          |          |    |    |     |     |     |     |    |    |              | 63,99 / 100,00 |
| 1979 | 18,56 | 1     | 23,98         | 2             | 22,92   | 2       | 31,80   | 2       |                |        | 71,47 / 100,00 |    |                |      |                |         |                |     |                |     |          |          |    |    |     |     |     |     |    |    |              |                |
| 1982 | 21,02 | 2     | 30,45         | 2             | AD      | AD      | AD      | AD      | AD             | AD     | 29,81          | 2  | 13,31          | 1    | 1,36           | -       | 69,67 / 100,00 |     |                |     |          |          |    |    |     |     |     |     |    |    |              |                |
| 1985 | 19,31 | 1     | 22,07         | 2             |         |         | 46,64   | 4       |                |        |                |    |                |      |                |         | 9,36           | -   | 62,16 / 100,00 |     |          |          |    |    |     |     |     |     |    |    |              |                |
| 1989 | 20,56 | 1     | 14,24         | 1             | 42,73   | 4       | 18,67   | 1       | 60,06 / 100,00 |        |                |    |                |      |                |         |                |     |                |     |          |          |    |    |     |     |     |     |    |    |              |                |
| 1993 | 41,08 | 4     | 10,96         | 1             | 28,79   | 2       | 6,13    | -       | 8,51           | -      | 1,12           | -  | 63,43 / 100,00 |      |                |         |                |     |                |     |          |          |    |    |     |     |     |     |    |    |              |                |
| 1997 | 66,97 | 6     | 7,14          | -             | 12,77   | 1       | 3,30    | -       | 6,90           | -      |                |    | 61,34 / 100,00 |      |                |         |                |     |                |     |          |          |    |    |     |     |     |     |    |    |              |                |
| 2001 | 73,67 | 6     | 6,21          | -             | CDS-PP  | CDS-PP  | PPD/PSD | PPD/PSD |                |        | 15,20          | 1  | 55,45 / 100,00 |      |                |         |                |     |                |     |          |          |    |    |     |     |     |     |    |    |              |                |
| 2005 | 66,44 | 6     | 5,27          | -             | CDS-PP  | CDS-PP  | PPD/PSD | PPD/PSD | 0,54           | -      | 22,05          | 1  | 1,99           | -    | 55,99 / 100,00 |         |                |     |                |     |          |          |    |    |     |     |     |     |    |    |              |                |
| 2009 | 68,39 | 6     | 3,07          | -             | CDS-PP  | CDS-PP  | PPD/PSD | PPD/PSD |                |        | 3,54           | -  | 19,86          | 1    |                |         | 1,95           | -   | 52,80 / 100,00 |     |          |          |    |    |     |     |     |     |    |    |              |                |
| 2013 | 69,29 | 6     | 4,80          | -             | PPD/PSD | PPD/PSD | 7,14    | -       | 11,69          | 1      | 1,83           | -  |                |      |                |         | 48,03 / 100,00 |     |                |     |          |          |    |    |     |     |     |     |    |    |              |                |
| 2017 | 48,93 | 4     | 3,03          | -             |         |         | 4,96    | -       | 8,22           | -      | 1,34           | -  | 29,43          | 3    | 57,00 / 100,00 |         |                |     |                |     |          |          |    |    |     |     |     |     |    |    |              |                |
| 2021 | 31,20 | 3     | 3,85          | -             | CDS-PP  | CDS-PP  | PPD/PSD | PPD/PSD |                |        | 13,86          | 1  | 37,87          | 3    | 9,76           | -       | 54,92 / 100,00 |     |                |     |          |          |    |    |     |     |     |     |    |    |              |                |

### Eleições legislativas
| Data | %     | %     | %     | %     | %     | %     | %        | %     | %     | %     | %    | %   | %       | % | %  | %  |  |
| Data | PS    | PCP   | CDS   | PSD   | UDP   | AD    | APU/ CDU | FRS   | PRD   | PSN   | B.E. | PAN | PSD CDS | L | CH | IL |  |
| ---- | ----- | ----- | ----- | ----- | ----- | ----- | -------- | ----- | ----- | ----- | ---- | --- | ------- | - | -- | -- |  |
| Data | 1976  | 47,55 | 17,46 | 15,31 | 8,83  | 0,89  |          |       |       |       |      |     |         |   |    |    |  |
| 1979 | 29,16 | APU   | AD    | AD    | 1,90  | 35,08 | 26,74    |       |       |       |      |     |         |   |    |    |  |
| 1980 | FRS   | APU   | AD    | AD    | 0,85  | 36,31 | 21,39    | 32,72 |       |       |      |     |         |   |    |    |  |
| 1983 | 39,85 | APU   | 10,12 | 17,96 | 0,54  |       | 25,59    |       |       |       |      |     |         |   |    |    |  |
| 1985 | 22,86 | APU   | 6,23  | 20,64 | 1,05  | 20,06 | 23,44    |       |       |       |      |     |         |   |    |    |  |
| 1987 | 23,64 | CDU   | 4,05  | 41,12 | 0,86  | 14,66 | 8,81     |       |       |       |      |     |         |   |    |    |  |
| 1991 | 34,47 | CDU   | 4,24  | 40,63 |       | 9,21  | 2,22     | 3,05  |       |       |      |     |         |   |    |    |  |
| 1995 | 57,98 | CDU   | 8,49  | 21,42 | 0,70  | 7,13  |          | 0,36  |       |       |      |     |         |   |    |    |  |
| 1999 | 61,34 | CDU   | 7,55  | 18,96 |       | 7,23  | 0,22     | 1,36  |       |       |      |     |         |   |    |    |  |
| 2002 | 52,72 | CDU   | 8,84  | 27,37 | 5,52  |       | 1,84     |       |       |       |      |     |         |   |    |    |  |
| 2005 | 63,14 | CDU   | 6,03  | 16,85 | 5,09  | 5,44  |          |       |       |       |      |     |         |   |    |    |  |
| 2009 | 42,65 | CDU   | 10,99 | 20,90 | 5,93  | 13,33 |          |       |       |       |      |     |         |   |    |    |  |
| 2011 | 36,82 | CDU   | 12,96 | 29,96 | 6,27  | 5,89  | 0,84     |       |       |       |      |     |         |   |    |    |  |
| 2015 | 44,87 | CDU   | PSD   | CDS   | 6,97  | 10,83 | 0,86     | 28,26 | 0,25  |       |      |     |         |   |    |    |  |
| 2019 | 45,68 | CDU   | 6,38  | 18,65 | 5,41  | 8,70  | 1,92     |       | 0,57  | 4,52  | 0,64 |     |         |   |    |    |  |
| 2022 | 46,52 | CDU   | 1,95  | 19,63 | 3,29  | 2,98  | 0,83     | 0,56  | 18,73 | 2,69  |      |     |         |   |    |    |  |
| 2024 | 30,49 | CDU   | AD    | AD    | 19,27 | 2,11  | 2,76     | 1,01  | 1,57  | 36,53 | 1,92 |     |         |   |    |    |  |

## Desporto e Outros

### Desportos Radicais
- Parque de Desportos Radicais do Jardim Municipal de Elvas

### Estádios e Campos
- Estádio Municipal de Atletismo de Elvas
- Estádio Patalino
- Campo Pedro Barrena
- Campo António Semedo "O Tigre Alentejano"
- Centro de Ténis de Elvas
- Campo de Jogos da Terrugem
- Campo de Futebol de Vila Boim
- Campo de Futebol Picão Caldeira de Santa Eulália

### Pavilhões
- Pavilhão Desportivo Municipal de Elvas
- Pavilhão Desportivo Municipal de Vila Boim
- Pavilhão Desportivo da Escola Básica 2,3 n.º 1 de Elvas
- Pavilhão Desportivo da Escola Básica 2,3 n.º 2 de Elvas
- Pavilhão Desportivo da Escola Secundária D. Sancho II de Elvas
- Complexo Desportivo EuroPadel de Elvas

### Piscinas
- Complexo de Piscinas Municipais de Elvas (Piscinas Abertas e Cobertas)
- Piscinas José Vicente Abreu de Elvas
- Elxadai Park - Parque Aquático de Elvas
- Piscina Municipal de Santa Eulália
- Piscina Municipal de Terrugem
- Piscina Municipal de Vila Boim (em planeamento)

### Equestre
- Centro Hípico de São Brás
- Centro Hípico Elxadai
- Complexo de Animação e Formação Equestre de Elvas

### Caça
- Campo de Tiro de Caça

## Educação
- Escola Básica 2,3 nº 2 de Elvas
- Escola Básica do 1.º Ciclo com Jardim de Infância da Boa-Fé
- Escola Básica do 1.º Ciclo com Jardim de Infância de Alcáçova
- Escola Básica do 1.º Ciclo com Jardim de Infância da Raposeira
- Escola Básica do 1.º Ciclo com Jardim de Infância das Fontainhas

Agrupamento de Escolas de Santa Luzia
- Escola Básica 2,3 n.º 1 de Elvas
- Escola Básica do 1.º Ciclo com Jardim de Infância de Santa Luzia
- Escola Básica do 1.º Ciclo com Jardim de Infância de Malvar
- Escola Básica do 1.º Ciclo com Jardim de Infância da Calçadinha
- Jardim de Infância do Revoltilho

Agrupamento de Escolas D. Sancho II
- Escola Secundária D. Sancho II de Elvas
- Escola Básica Integrada 1, 2, 3 com Jardim de Infância de Vila Boim
- Escola Básica do 1.º Ciclo com Jardim de Infância de São Vicente
- Escola Básica do 1.º Ciclo com Jardim de Infância de Santa Eulália
- Escola Básica do 1.º Ciclo com Jardim de Infância de Terrugem
- Escola Básica do 1.º Ciclo de Barbacena

Ensino Superior, Profissional, Privado e Outros
- Escola Superior de Biociências de Elvas
- Escola de Artes e Ofícios do Património
- Creche Os Pupilos
- Creche Sitio dos Pequenotes
- Creche de Santa Eulália
- Creche de Vila Boim
- Creche de Terrugem
- Creche de São Vicente
- Semi-Internato Nossa Sr.ª da Encarnação
- Semi-Internato Nossa Sr.ª do Paço - Barbacena
- Colégio Luso-Britânico de Elvas
- Colégio Obra de Santa Zita de Elvas
- Centro de Formação Profissional de Elvas
- Universidade Sénior de Elvas (com 8 polos nas freguesias)
- ATL A Escolinha
- ATL Lar Juvenil
- ATL Gota d'Arte
- Academia de Música de Elvas
- Academia de Dança de Elvas
- Centro Artístico Elvense

## Praças de Touros
- Coliseu Comendador Rondão Almeida - Elvas
- Praça de Touros de  Terrugem
- Praça de Touros de  Santa Eulália
- Praça de Touros de São Vicente e Ventosa
- Praça de Touros de Vila Boim
- Praça de Touros de  Barbacena
- Praça de Touros de Vila Fernando

## Geografia

### Clima
Elvas não é excepção em relação à monotonia das características alentejanas, sendo uma das cidades mais quentes de Portugal no Verão e já por diversas vezes a mais quente.
Assim, o clima, de feição mediterrânico, apresenta aqui uma secura estival acentuada e um Outono e Inverno pluviosos, obviamente, não tão pluviosos como em certas regiões do país, de superior altitude ou mais próximas da influência oceânica.
Deste modo, os Verões apresentam temperaturas bastante elevadas chegando facilmente a ultrapassar os 40 °C (máximo registado 46 °C em Agosto de 2003) e em contrapartida, os Invernos são muito frios e com frequentes geadas (muitas vezes atingem-se temperaturas negativas durante as noites e queda de granizo), o que determina uma amplitude de variação térmica anual de cerca de 45 °C.

### Caracterização da cidade: Centro Histórico, Bairros e Urbanizações
- Centro Histórico (dentro das muralhas)
- Bairro de Santa Luzia
- Bairro da Boa-Fé
- Bairro das Pias
- Bairro das Fontainhas
- Bairro de São Pedro
- Bairro Europa
- Bairro das Sochinhas
- Bairro da Belhó
- Bairro do Revoltilho
- Bairro da Raposeira
- Bairro Cidade Jardim
- Bairro Cidade Nova
- Bairro das Caixas
- Bairro da Piedade
- Bairro da Fonte Nova
- Bairro da Fonte Branca
- Bairro das Alpedreiras
- Bairro Rui de Mello
- Bairro do Vedor
- Urbanização de Santo Onofre
- Urbanização Villas Aqueduto
- Urbanização Quinta dos Arcos
- Urbanização Quinta do Sena
- Urbanização Quinta do Bispo
- Urbanização Quinta do Olival Moreno
- Urbanização Quinta do Morgadinho
- Urbanização Lugar do Paraíso
- Urbanização Quinta de Santa Rita
- Urbanização Quinta da Carvalha
- Urbanização Quinta de São Pedro
- Urbanização Quinta de Santa Clara
- Urbanização Quinta do Padre
- Urbanização Quinta da Rita
- Urbanização das Caldelas
- Urbanização Edifícios Lena
- Urbanização Horta de D. Pedro
- Zona Industrial das Fontainhas
- Zona Industrial e Comercial da Avenida do Dia de Portugal
- Zona Industrial da Avenida da Europa
- Zona Comercial do Morgadinho
- Parque Empresarial de Elvas
- Parque Empresarial e Residencial Edifícios Lena
- Parque Empresarial, Comercial e Residencial Edifício Rainha Cláudia Residence
- Parque Empresarial, Comercial e Residencial Edifício Espaço Santa Luzia

## Cultura

### Museus
- Museu Municipal de Fotografia João Carpinteiro
- Museu Diocesano de Arte Sacra
- Museu Militar do Forte de Santa Luzia
- Museu Nacional Militar (antigo RI 8)
- Museu do Santuário da Piedade
- Museu de Arte Contemporânea de Elvas
- Museu da Guerra Peninsular/Guerra da Independência
- Museu Rural e Etnográfico de Vila Fernando
- Museu do Curtidor na Terrugem
- Forte da Graça
- Arquivo Histórico Municipal
- Centro Interpretativo do Património
- Casa da Cultura
- Museu de Arqueologia e Etnografia António Tomás Pires
- Centro Cultural de Terrugem

### Biblioteca Municipal Dr.ª Elsa Grilo
A Biblioteca Municipal de Elvas Dr.ª Elsa Grilo, situada em pleno centro histórico, foi recentemente remodelada, num investimento de 2,7 milhões de euros, e é agora considerada uma das mais modernas de Portugal.
No 1.º piso do prédio, encontramos as dependências para o pessoal e tem a entrada para a descarga de novas aquisições e o seu tratamento.
No 2.º piso, está a recepção, uma sala polivalente onde pode funcionar um auditório para 100 pessoas, e o espaço de bar/cafetaria, instalado no pátio interior e incluindo um espaço de esplanada para se poder desfrutar o ar livre.
O 3.º piso do edifício tem diversas áreas: o espaço infantil, onde a sala do conto assume uma grande vivacidade, conferida pelas cores garridas da decoração; a sala multimédia, com televisão, leitores de DVD e de CD áudio, além de acesso à Internet; mais à frente, encontramos a sala principal de empréstimo para adultos.
A Biblioteca Municipal de Elvas, tem um dos maiores e mais luxuosos arquivos da rede de bibliotecas do país, com mais de 20 mil manuscritos valiosos e mais de 2 mil obras musicais dos séculos XVIII e XIX.
A 19 de Abril de 2013, adquiriu o nome de Biblioteca Municipal Dr.ª Elsa Grilo, em homenagem à Vereadora Elsa Grilo da Câmara Municipal de Elvas, responsável pela candidatura de Elvas a Património Mundial.

### Coliseu de Elvas
Inaugurado a 28 de Setembro de 2006, o Coliseu de Elvas, oficialmente "Coliseu Comendador Rondão Almeida", é das poucas infra-estruturas no eixo Lisboa-Madrid com dimensão para grandes eventos e uma capacidade da ordem dos 7 500 espectadores, sendo que entre Elvas e Lisboa é o único com capacidade superior a 6.500 lugares sentados do género. É palco de grandes eventos tanto a nível desportivo e musical, como também congressos e corridas de touros.
Desde dezembro de 2024, a gestão da sala de espetáculos do coliseu foi entregue à mesma empresa que gere o Coliseu dos Recreios em Lisboa. 

## Comércio
O principal centro de comércio da cidade encontra-se no centro histórico, onde se pode encontrar um largo número de lojas, distribuídas pelas variadas ruas do comércio, bem como bares, restaurantes e serviços. As principais ruas de comércio do centro histórico, possuem um sistema de microclima que arranca automaticamente quando a temperatura ultrapassar os 30 °C. Também no Bairro Cidade-Jardim se encontra um largo número de lojas, bares, restaurantes e serviços. Existem 2 pequenos centros comerciais e existem ainda diversas cadeias de hipermercados e superfícies comerciais instaladas na cidade como o Continente, Pingo Doce, Intermarché, Aldi, Bricomarché, Lidl, etc. Na zona comercial da Avenida do Dia de Portugal existe também um pequeno retail com diversas mega lojas de cadeias nacionais entre elas: Espaço Casa, Seaside, Calçado Guimarães, NOON Store, Moximo Store, MC Donald's, entre outras. Na Avenida de Badajoz encontra-se também a Galeria Comercial Alentejo onde se podem encontrar diversas lojas, cafetarias e restaurantes como: Coffe Time Aqueduto, Olivia's Cake Boutique, Pepco, Alcala Lounge, Arc Funny Food, etc.

## Turismo
Elvas é uma cidade de carácter fortemente turístico, classificada Património Mundial da Humanidade da UNESCO, sendo visitada anualmente por largos milhares de pessoas. Pelo principal Posto de Turismo da cidade, localizado na Praça da República em pleno centro histórico, passam anualmente largos milhares de turistas, sendo que em 2014 foram registados mais de 240 mil turistas. Desde Junho de 2012, quando foi elevada a Património Mundial da UNESCO e até Junho de 2017, Elvas recebeu cerca de 1,5 milhões de turistas. O Turismo na cidade e no Município cresceu em 2017 cerca de 300%. 
A nível hoteleiro, o Município de Elvas tem cerca de 4.000 camas e 10.000 lugares na restauração. Existem neste atualmente 15 hotéis no Município de Elvas, 3 parques de campismo e diversas unidades de alojamento local, bem como diversas guest houses, pensões e residenciais.   
Atualmente estão em fase de construção e aprovação de projetos 5 novos hotéis na cidade, 3 deles no centro histórico e 2 nas novas zonas urbanas da cidade.   

## Economia
No município predominam as actividades ligadas ao Sector terciário, seguidas pelas do secundário, com as indústrias de descasque de arroz, de conservas de Tomate e das famosas azeitonas, e pelas do sector primário, embora este que se resume em serviços e comércio tenha vindo a crescer significativamente nos últimos anos. Na Agricultura destacam-se os cultivos de azeitona, cereais para grão, de prados temporários e culturas forrageiras, de culturas industriais, de pousio, de olival e de prados e pastagens permanentes. A pecuária tem também alguma importância, nomeadamente na criação de aves, ovinos e bovinos.Quase 18% (1588 ha) do seu território está coberto de floresta.Recentemente, foi anunciada a construção da plataforma logística de Elvas / Caia pelo Governo. Serão investidos €59.000.000, 52 na plataforma e 7 em acessibilidades. A área disponível abrange 38 hectares, sendo que a área de expansão vai até aos 22 hectares. A plataforma vai incluir áreas logísticas multifunções, especializada e de transformação, terminal ferro-rodoviário e serviços de apoio a empresas e veículos. A plataforma do Caia visa alargar o hinterland dos portos de Lisboa, Setúbal e Sines e dinamizar a actividade económica da região do Alentejo através da captação de investimento português e espanhol para o interior alentejano e do incentivo à Indústria local, facilitando a distribuição da sua produção nos mercados alvo. Nos últimos anos o sector de serviços tem aumentado no município com a abertura de novos serviços e empresas de call centers. 
Atualmente, existem no município 5 call centers que no total empregam atualmente cerca de 1.400 pessoas.

## Imprensa
- Rádio Elvas
- Semanário Linhas de Elvas
- Revista Elvas, História Viva
- Revista Monumentos
- Boletim Municipal Mensal do Município de Elvas
- Portal TV Guadiana
- Portal Sul Ibérico
- Portal Tudobem
- Portal Perspetiva
- Portal Norte Alentejo

## Organização administrativa

### Administração municipal
O município de Elvas é administrado por uma Câmara Municipal composta por sete vereadores. Existe uma Assembleia Municipal, que é o órgão deliberativo do município, constituída por 21 deputados municipais, mais os 7 Presidentes das Juntas de Freguesia eleitos.
Nas eleições de 26 de setembro de 2021, a composição dos órgãos autárquicos ficou a ser a seguinte:
| Órgão                               | PS | PPD-PSD/CDS-PP | PCP-PEV | MCPE (Independente) | CHEGA |
| Vereadores da Câmara Municipal      | 3  | 1              | 0       | 3                   | 0     |
| Deputados da Assembleia Municipal   | 7  | 3              | 1       | 8                   | 2     |
| Presidentes das Juntas de Freguesia | 2  | 0              | 0       | 5                   | 0     |

O elenco camarário é composto da seguinte maneira no mandato 2021–2025: 
- Presidente - José Rondão Almeida (Indep.) (Pelouros: Representação da Câmara, Coordenação de todos os serviços municipais, Gestão e Direção dos Recursos Humanos, Departamento de Obras e Serviços Urbanos, Gabinete de Informação, Gabinete Jurídico, Gabinete de Apoio à Presidência, Conselho Municipal de Educação, Movimento Associativo, Coordenação com as Juntas de Freguesia, Coordenação económica e ligação aos empresários, Coordenação da Modernização Administrativa, Coordenação da Estratégia Local de Habitação, representação no Conselho da Eurocidade Badajoz-Elvas-Campo Maior, Coordenação das Relações Externas.)

- Vice-Presidente - Anabela Cartas (Indep.) (Pelouros: Divisão Socioeducativa, Coordenação da Rede Social e de todas as transferências para o município, Coordenação da Comissão de Proteção de Crianças e Jovens, Coordenação da Habitação Social, Coordenação do Centro de Férias Infantil Municipal, Coordenação de todos os serviços de Educação transferidos para o município.)

- Vereador - Hermenegildo Rodrigues (Indep.) (Pelouros: Coordenação da Área da Saúde, Departamento de Administração Geral e Recursos Humanos, Gabinete das Fortificações de Elvas, Departamento Financeiro e de Desenvolvimento, Acompanhamento dos Planos de Ordenamento do Território, Acompanhamento dos Serviços Concessionados, Gestão dos Eventos Desportivos, Gestão dos Estádios Municipais, Gestão dos Pavilhões Desportivos Municipais, Gestão do Ginásio Sénior Municipal, Gestão dos Polidesportivos, Coordenação da Relação com as Forças de Segurança.)

- Vereadora - Vitória Branco (PS) (Pelouros: Divisão da Cultura e Turismo, Gestão do Castelo, Gestão do Forte de Santa Luzia, Gestão do Forte da Graça, Gestão da Biblioteca Municipal, Gestão do Arquivo Municipal, Gestão dos Museus Municipais, Coordenação de Elvas - Património Mundial, Representação de Elvas nas cidades UNESCO, Gestão da Feira Agrícola.)

- Vereador - Cláudio Monteiro (PS) (Pelouros: Gestão dos Auditórios Municipais: Cineteatro Municipal, Auditório São Mateus e Casa da Cultura, Coordenação da Expo São Mateus, Coordenação da Expo Alentejo, Gestão do Coliseu e respetivas atividades, Gestão do Centro de Negócios Transfronteiriço, Gestão dos certames temáticos, Responsável pela organização do Carnaval Internacional de Elvas, Gestão dos Mercados e Feiras, Gestão dos Parques de Estacionamento, Gestão da animação Sócio-cultural do concelho.)

- Vereador - Tiago Afonso (PS) (Pelouros: Divisão de Obras Municipais, Divisão de Serviços Urbanos, Gabinete de Proteção Civil, Comissão Municipal de Defesa da Floresta, Comissão Municipal de Trânsito, Comissão Municipal da Proteção Civil, Direção dos Serviços Cinegéticos e da Conservação da Fauna Municipal, Veterinário Municipal.)

- Vereadora - Tânia Rico (PSD/CDS-PP) (Sem Pelouros. Em substituição da Vereadora Paula Calado que faleceu de acidente de viação a 26/06/2023 e que detinha os pelouros da Divisão de Cultura e Turismo.)

A Assembleia Municipal de Elvas é Presidida por Graça Luna Pais (Independente).  

### Lista dos presidentes da Câmara Municipal de Elvas

#### Pré-25 de Abril de 1974
- Mário Cidraes[25]
- Manuel Rodrigues Carpinteiro (1938–1941) [26]
- José Vicente de Abreu (1957–(?))[27]

#### Pós-25 de Abril de 1974
- Manuel Gonçalves Silva[28]
- Joaquim Ventura Trindade
- Aníbal Franco
- João Carpinteiro (1989–1993)(PSD)[29]
- José António Rondão Almeida (1993–2013) (PS)
- Nuno Miguel Fernandes Mocinha (2013–2021) (PS)
- José António Rondão Almeida (2021–) (Movimento Cívico por Elvas - Independente)

## Cidades gémeas
Elvas está geminada com as seguintes cidades:
| Cidades geminadas | Datas      |
| ----------------- | ---------- |
| Badajoz           | 10/02/1993 |
| Olivença*         | 20/05/1990 |
| Viseu             | 09/10/2022 |
| Buckeburgo        | 02/10/2024 |

(*) Cidade administrada por Espanha e reclamada oficialmente por Portugal.